# Hiacynt Alchimowicz
Hiacynt Alchimowicz (ur. 11 września 1841 w Dziembrowie, zm. 26 sierpnia 1916 w Perpignanie) – polski malarz, przedstawiciel klasycyzmu, uczestnik powstania styczniowego; brat Kazimierza Alchimowicza.

## Życiorys
Po ukończeniu gimnazjum i szkoły mierniczej w Wilnie kształcił się w malarstwie pod wpływem wileńskiego malarza Kanutego Rusieckiego (1800–1860).
Wraz z bratem uczestniczył w powstaniu styczniowym. W 1864 wyemigrował do Francji, gdzie zamieszkał w Perpignan. Początkowo utrzymywał się z pracy kreślarza w przedsiębiorstwie budowy kolei. W roku 1872 rozpoczął studia malarskie w Perpignan. Później przeniósł się do Paryża, gdzie spotkał Michała Elwiro Andriollego. W latach 1876–1878 korzystał z porad przebywającego we Francji brata Kazimierza. W roku 1876 objął stanowisko profesora rysunku w liceum w Perpignan, a później również w szkole politechnicznej i liceum żeńskim. W 1892 za swoją działalność został odznaczony francuskim tytułem „Officier d’Acaděmie". Zmarł na emigracji we Francji.
Uczestniczył w wielu wystawach we Francji, wystawiał również w kraju, m.in. w Towarzystwie Zachęty Sztuk Pięknych w Warszawie w 1901 i 1904.

## Galeria

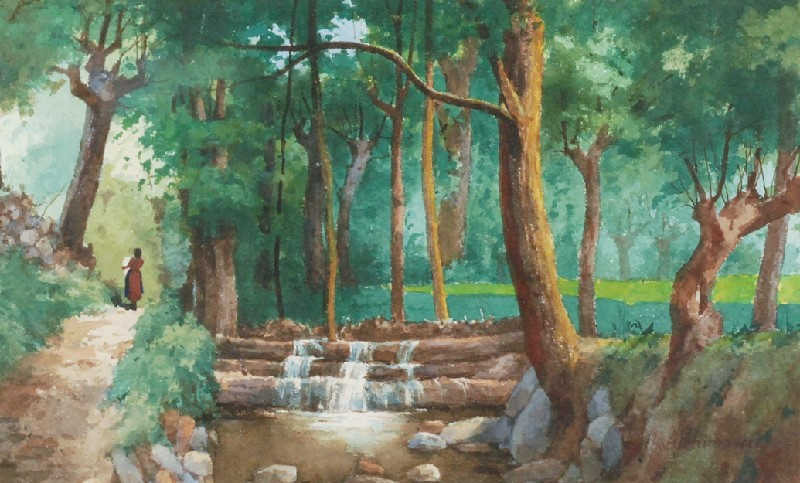
Pejzaż z kaskadą wodną
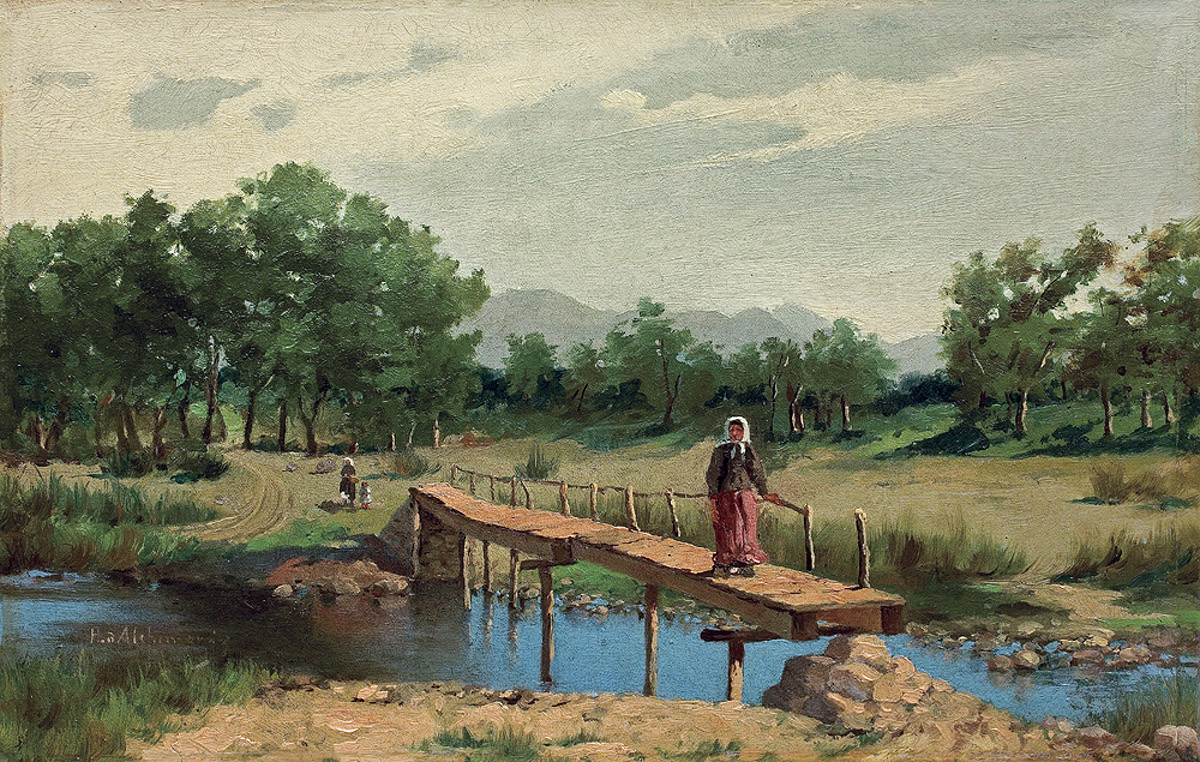
Krajobraz z mostem
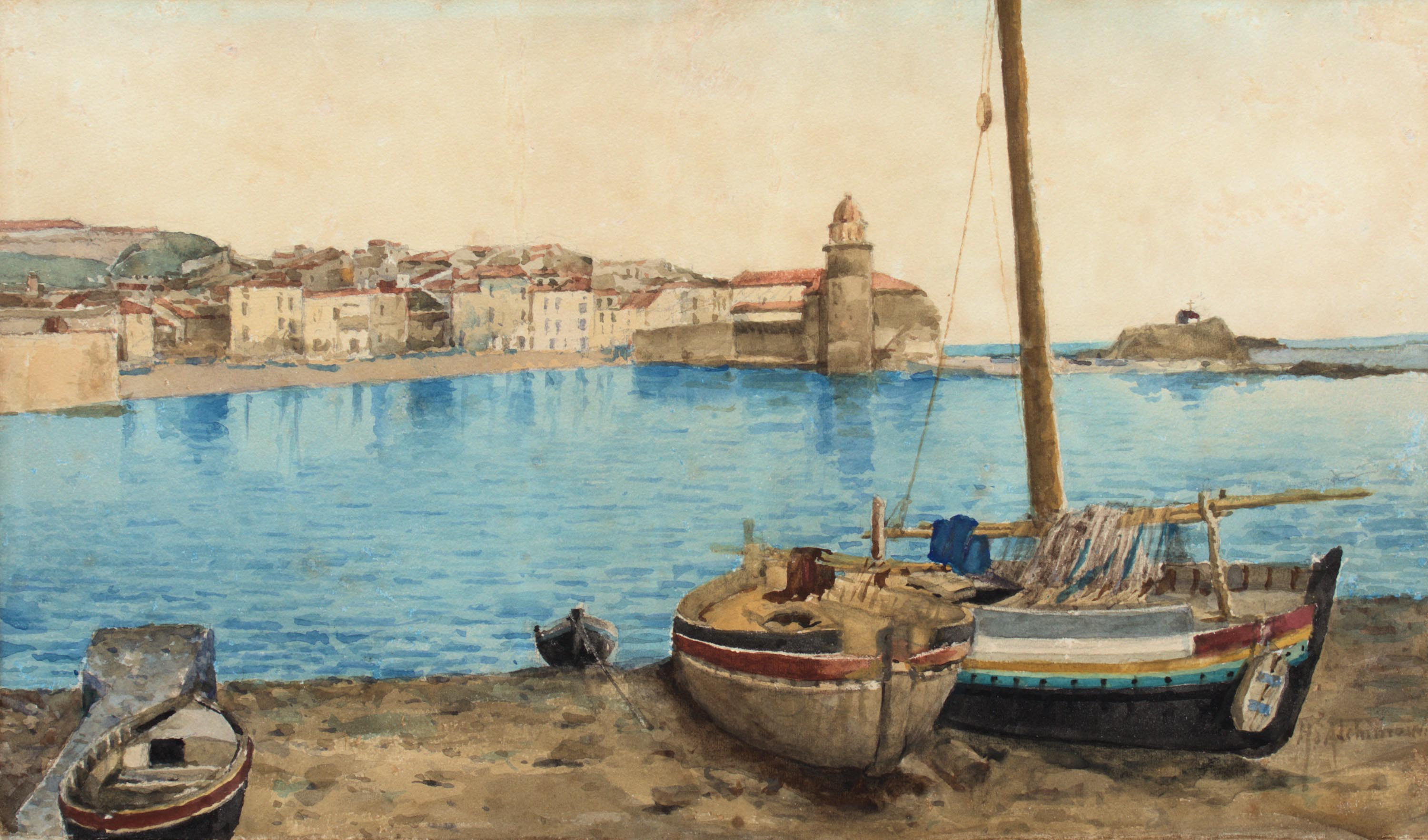
Pejzaz z Collioure
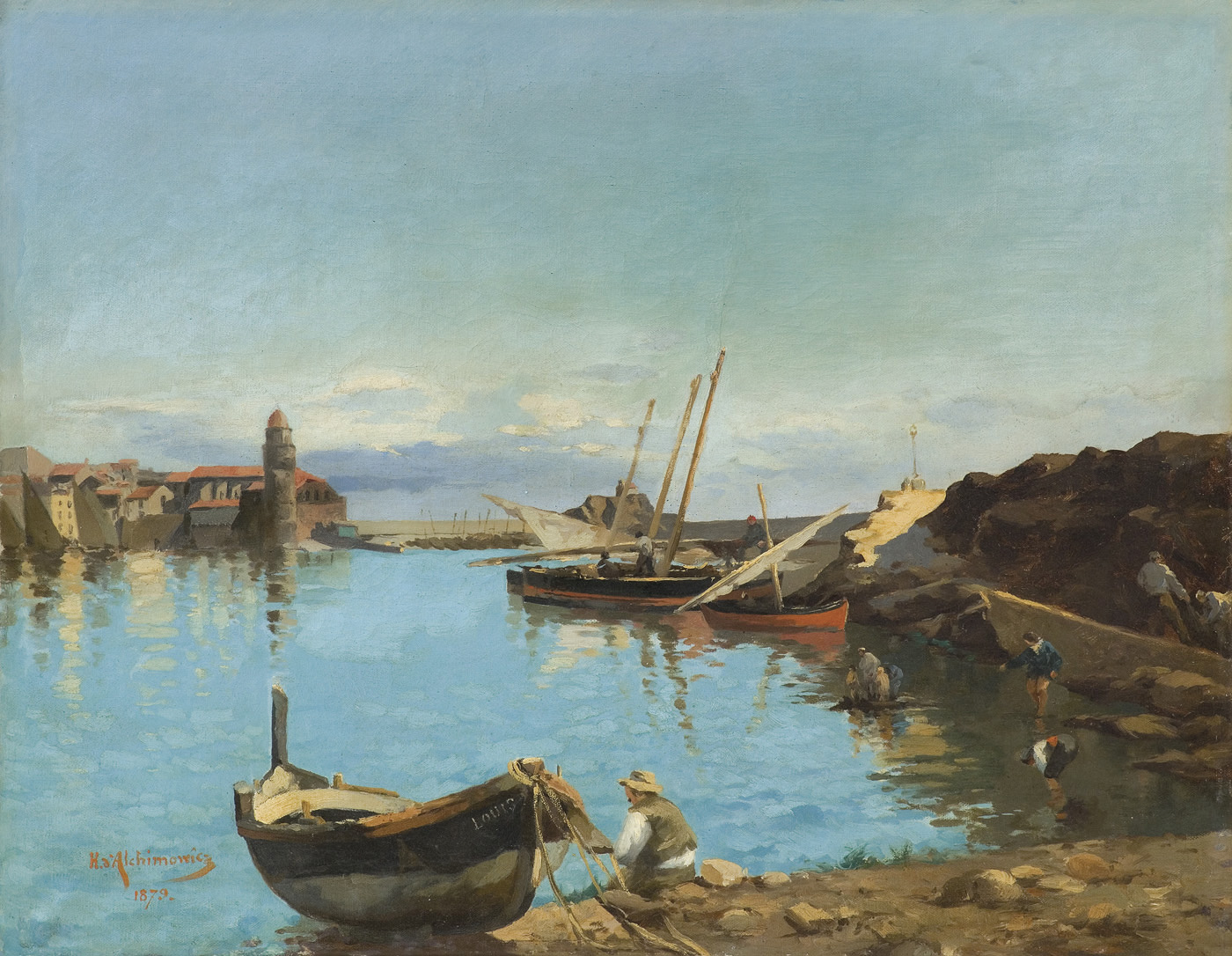
Port w Collioure
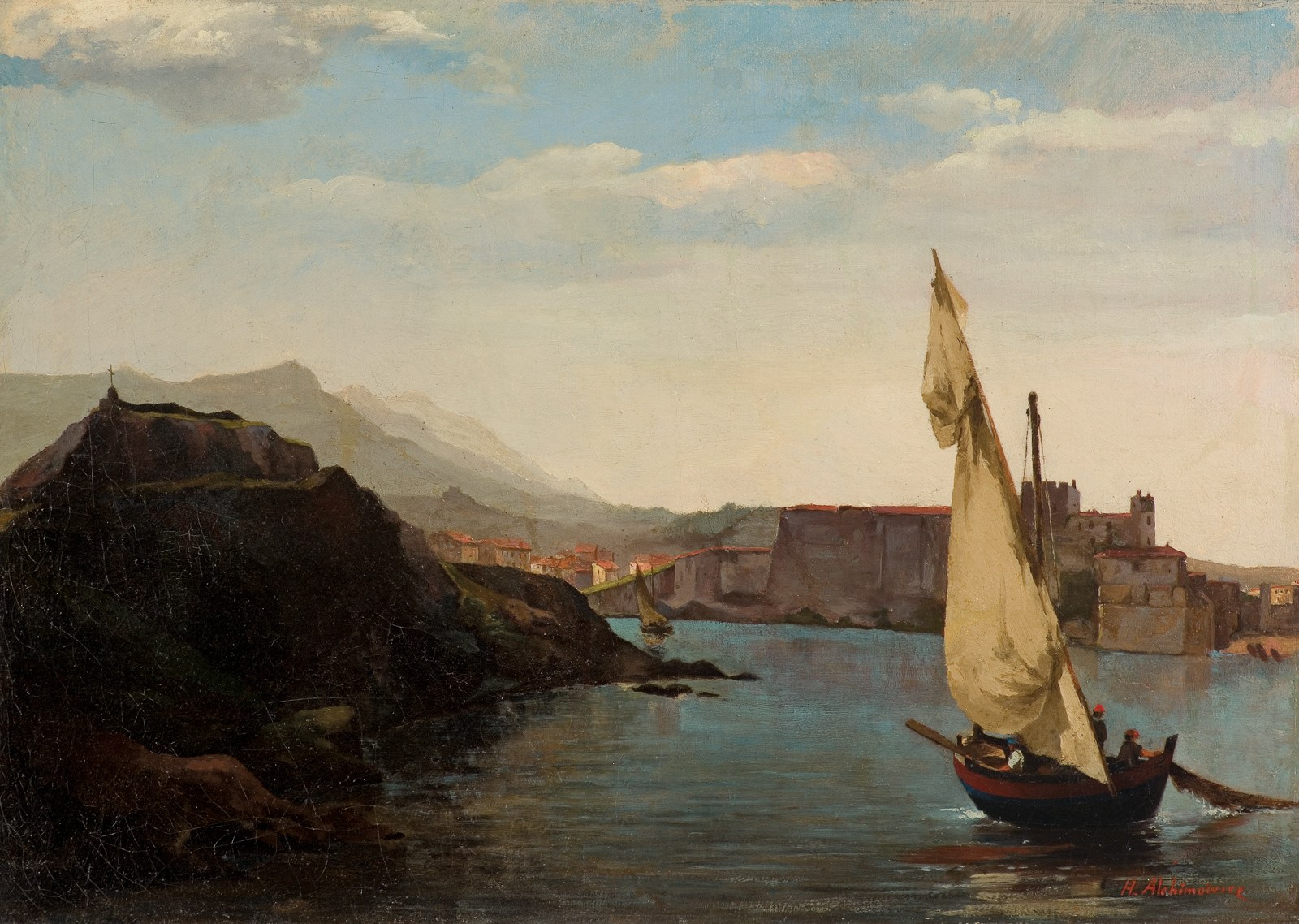
Widok portu w Collioure
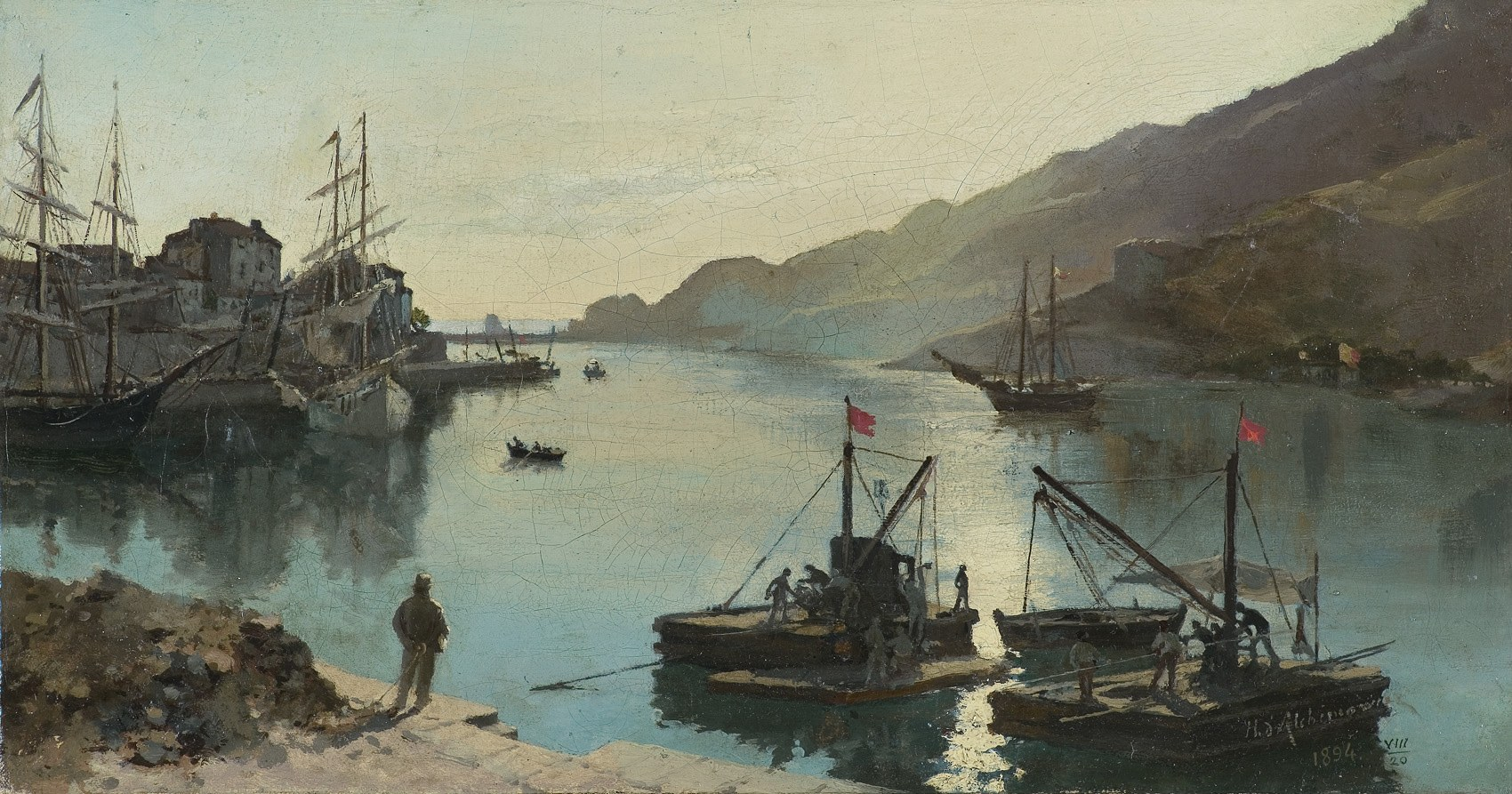
Port w Słoncu
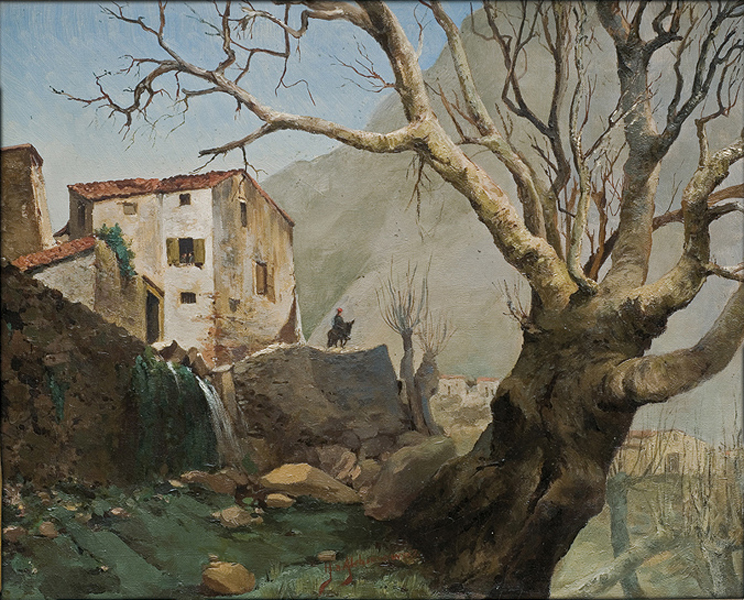
Pejzaż z Pirenejów
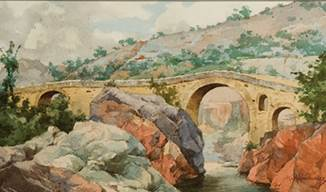
Stary most w Pirenejach
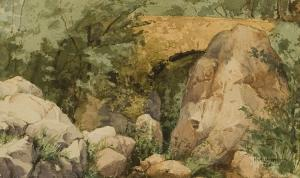
Most w lesie
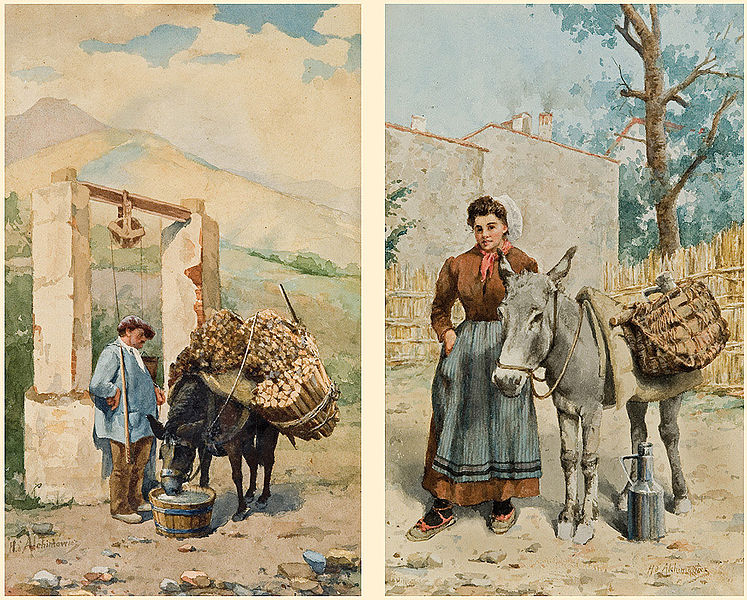
Pojenie osiołka/Mleczarka
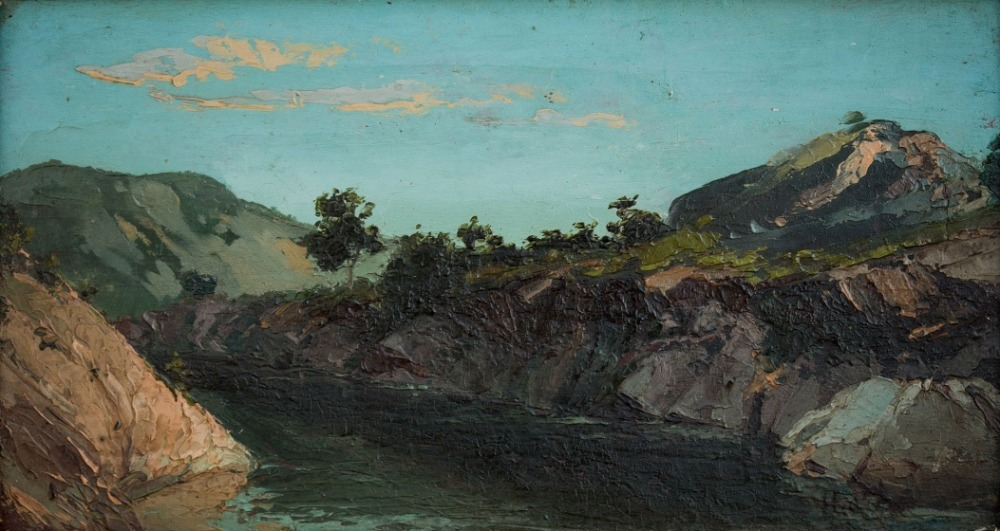
Widok na rzekę Pique w Pirenejach
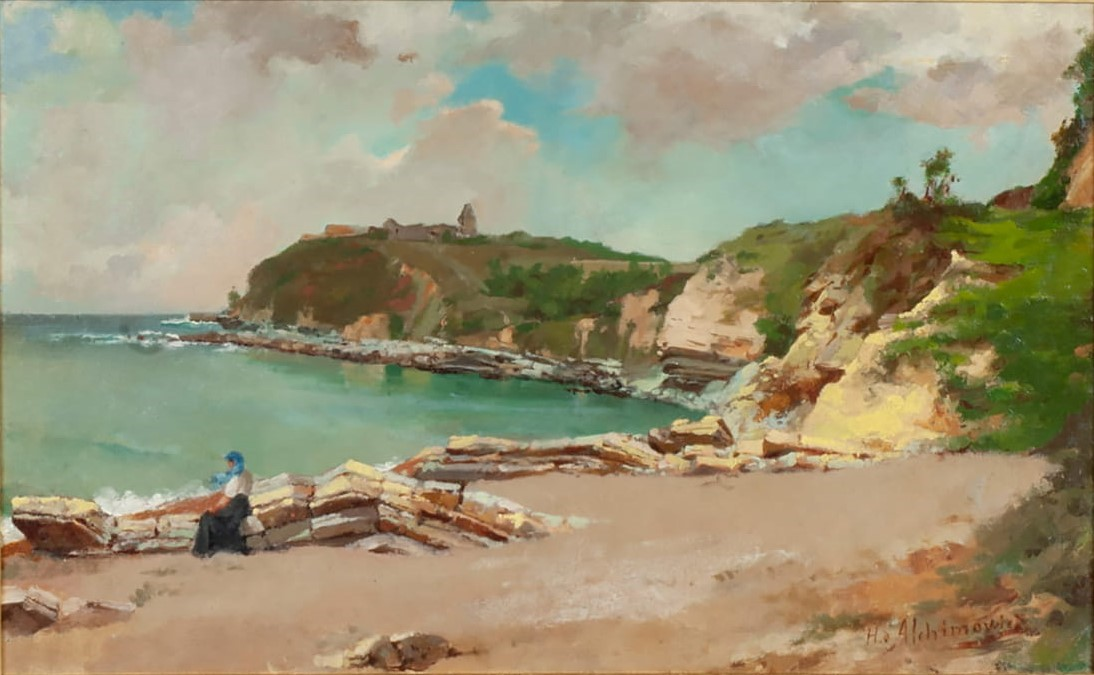
Scena na wybrzezu
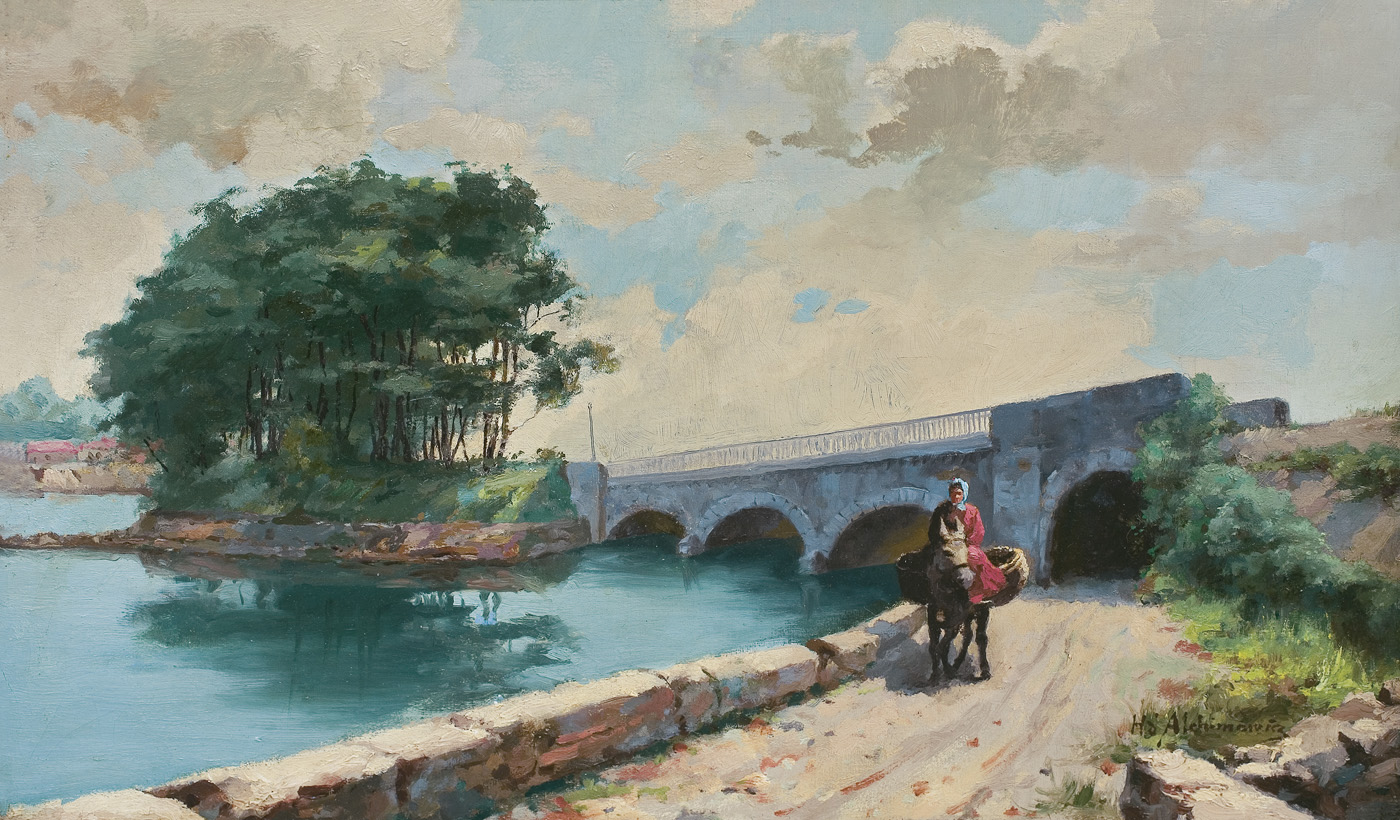
Stary most na rzece Agly w okolicach Perpignan